# فررا اربونیونه
فررا اربونیونه (به ایتالیایی: Ferrera Erbognone) یک کومونه در ایتالیا است که در استان پاویا واقع شده‌است.

## خصوصیات
فررا اربونیونه ۱۹ کیلومترمربع مساحت و ۱٬۱۴۰ نفر جمعیت دارد و ۸۹ متر بالاتر از سطح دریا واقع شده‌است.